# Clearwater Lake (Clearwater River)
Der Clearwater Lake (engl. für „Klarwasser-See“) ist ein See im zentralen Osten der kanadischen Provinz British Columbia.

## Lage
Der Clearwater Lake befindet sich in den Cariboo Mountains auf einer Höhe von 680 m. Er liegt im Wells Gray Provincial Park. Der See hat eine Längsausdehnung in Nord-Süd-Richtung von 24 km. Die maximale Breite liegt bei 2,3 km. Er besitzt eine Wasserfläche von 33,3 km². In den See münden mehrere gletschergespeiste Flüsse. Der Clearwater River durchfließt den See in südlicher Richtung. Von Westen kommend mündet der Barella Creek in den See. Weiter nördlich befinden sich die beiden Seen Azure Lake und Hobson Lake. Vom Clearwater Lake aus kann der Azure Lake per Motorboot erreicht werden. Es gibt einfache Zeltplätze am Seeufer. Unterhalb des Clearwater Lake befindet sich der Wasserfall Osprey Falls. Zum Südende des Sees führt von Clearwater eine Straße, die auf einer Länge von 43 km asphaltiert ist sowie auf den restlichen 28 km Schotter als Belag hat.

## Seefauna
Im See kommen Regenbogenforellen vor.